# Вулиця Грушевського (Харків)
Вулиця Грушевського — розташована в Новобаварському адміністративному районі міста Харкова у історичному мікрорайоні «Рубанівка» та історичній місцевості «Григорівка». Розташована між проспектом Любові Малої та Григорівським шосе.
Названа на честь Михайла Сергійовича Грушевського (1866—1934), голови Центральної Ради УНР.
Раніше, до листопада 2015 року, вулиця мала назву ім. Цюрюпи (Цюрупи Олександра Дмитровича, 1870—1928) — радянського державного та партійного діяча. З 1901 року працював в Харкові і займався тут революційною діяльністю. Довжина вулиці близько 1 км (990 м).
Район забудовувався після революції на початку ХХ століття в основному приватним сектором. У 1970-ті роки велика частина району була забудована висотними будинками.
Поруч знаходиться Григорівський бір — лісовий заказник місцевого значення, об'єкт природно-заповідного фонду м. Харкова загальною площею 76,0 га. Являє собою цінний лісовий масив, в якому охороняється 100 видів флори і 100 видів фауни.